# Benadir
Benadir (somali:  Banaadir, em árabe: بنادر Banādir) é uma região costeira da Somália. Ela cobre a maior parte da costa do Oceano Índico do país, desde o Golfo de Aden até o Rio Juba, contendo a capital de Mogadishu. O nome vem da palavra persa bandar, que significa porto (referindo-se aos portos do norte de Barawa e Mogadishu), um fato que demonstra a importância do local para o comércio entre os persas e os Árabe durante a Idade Média.
Benadir é também conhecida por um tipo especial de Caprinos.
A região histórica dá o nome à atual região administrativa da (gobolka) de Banaadir.